# Politiloven
Politiloven, egentlig Lov om politiets virksomhed, er en dansk lov, der regulerer politiets arbejde. Loven fastslår bl.a. politiets opgaver samt reglerne for politiets indgreb og magtanvendelse. Loven trådte i kraft 1. august 2004 og erstattede de to tidligere politilove Lov af 11. februar 1863 angaaende Omordning af Kjøbenhavns politi m.v. og lov nr. 21 af 4. februar 1871 indeholdende Bestemmelser om Politiet uden for Kjøbenhavn samt retsplejeloven § 108.
Ordensbekendtgørelsen er udstedt i medfør af politilovens § 23.